# Савушкина, Ксения Павловна
Ксения Павловна Савушкина (6 февраля 1907 — 10 октября 1994) — передовик советского сельского хозяйства, доярка колхоза имени Радищева Гжатского района Смоленской области, Герой Социалистического Труда (1958).

## Биография
Родилась в 1907 году в деревне Тёплое, ныне Гагаринского района Смоленской области в многодетной крестьянской  русской семье.
С семи лет нянчила за оплату чужих детей, позже стала трудиться домработницей. После смерти отца помогала семье растить братьев и сестер, а также ухаживала за скотом, занималась возделыванием земельного участка. В числе первых вступила в колхоз, сразу стала передовиком производства.  
Во время Великой Отечественной войны находилась на оккупированной территории. Потеряла мужа и двух дочерей. Осталась одна с малолетними детьми на руках. После освобождения участвовала в восстановлении хозяйства. В 1943 году стала работать дояркой и на протяжении двадцати лет проработала на одном месте. Добивалась высоких производственных результатов. Так в 1954 году надой от одной коровы в её группе составлял около 3000 килограмм, а в 1957 году эти показатели достигли 6000 килограмм молока от одной закреплённой коровы в среднем за год. 
«За выдающиеся успехи, достигнутые в работе по увеличению производства и сдачи государству сельскохозяйственных продуктов», указом Президиума Верховного Совета СССР от 10 марта 1958 года Ксении Павловне Савушкиной было присвоено звание Героя Социалистического Труда с вручением ордена Ленина и медали «Серп и Молот». 
Продолжала и дальше трудиться в сельском хозяйстве до выхода на заслуженный отдых в 1963 году. Являлась персональным пенсионером союзного значения. Помогала молодому поколению приобретать навыки и опыт работы с животными.  
С 1982 года проживала в посёлке Чурилково Домодедовского района Московской области. Умерла 10 октября 1994 года. Похоронена на кладбище деревни Жеребятьево Домодедовского района. 

## Награды
За трудовые успехи была удостоена:
- золотая звезда «Серп и Молот» (10.03.1958);
- орден Ленина (10.03.1958);
- другие медали.